# Ernst Cölestin Koehlau
Ernst Cölestin Koehlau (* 11. Juni 1805 in Wiehe; † 14. April 1873 in Wiesbaden) war ein preußischer Generalmajor und Abteilungschef für das Invalidenwesen im Kriegsministerium.

## Leben

### Herkunft
Ernst war ein Sohn des Rechtsanwalts und Justizrats Karl Cölestin Koehlau (1769–1848) und dessen Ehefrau Wilhelmine Ludowike, geborene Schardt.

### Militärkarriere
Koehlau besuchte die Hohe Schule in Schulpforta und studierte nach seinem Abschluss an der Universität Leipzig. Am 1. August 1824 trat er als Pionier in die 3. Pionier-Abteilung der Preußischen Armee ein. Unter Beförderung zum Sekondeleutnant wurde er Mitte Dezember 1825 in das 26. Infanterie-Regiment versetzt und absolvierte zur weiteren Ausbildung von 1829 bis 1833 die Allgemeine Kriegsschule. Im Jahr 1834 folgte seine Kommandierung als Lehrer an die Divisionsschule der 7. Division und Mitte Juni 1835 an das Berliner Kadettenhaus. Mit der Beförderung zum Premierleutnant wurde Koehlau am 6. August 1837 in Kadettenkorps versetzt und er stieg bis Ende November 1841 zum Kapitän und Kompaniechef auf. In dieser Eigenschaft wurde er 24. August 1848 nach Saarlouis in das 36. Infanterie-Regiment versetzt. Am 14. August 1849 kam er als Major und Kommandeur des I. Bataillons in das 29. Infanterie-Regiment und avancierte Mitte Juli 1855 zum Oberstleutnant. Daran schloss sich ab dem 25. August 1856 eine Verwendung als Direktor des Kadettenhauses in Kulm an. Am 22. November 1858 erhielt er den Charakter als Oberst.
Anschließend wurde Koehlau am 8. März 1860 für drei Monate zum Kriegsministerium kommandiert und unter Verleihung des Patents zu seinem Dienstgrad am 3. Mai 1860 zum Chef der Zentralabteilung im Kriegsministerium ernannt. Am 6. Juni 1861 erfolgte seine Ernennung zum Abteilungschef für das Invalidenwesen und am 25. Juni 1864 erhielt er den Charakter als Generalmajor. Zugleich war Koehlau ab dem 29. November 1864 auch als Mitglied der Studienkommission der Kriegsakademie tätig, bevor er am 5. Juni 1866 unter Verleihung des Kronen-Ordens II. Klasse mit Pension zur Disposition gestellt wurde. Er starb am 14. April 1873 in Wiesbaden.

### Familie
Koehlau heiratete am 29. April 1854 in Trier Charlotte Anna Cooch. Das Paar hatte einen Sohn (* 1856).